# Afro Poli
Afro Poli (Pisa, 22 dicembre 1902 – Roma, 22 febbraio 1988) è stato un baritono italiano.

## Biografia
Nel 1925 entrò a far parte della società corale pisana, dove ricevette i consigli del maestro Bruno Pizzi, studiando in seguito a Milano con il tenore Gino Neri. Nella città lombarda entrò anche a far parte della Compagnia Teatrale di Marcello Govoni, un'esperienza che gli servì per affinare le sue qualità interpretative e sceniche e per lavorare anche nel cinema.
Debuttò nel 1930 ne La traviata al Teatro Verdi di Pisa.  Nello stesso anno la carriera ebbe una svolta quando il maestro Gino Marinuzzi lo chiamò al Teatro dell'Opera di Roma per Il gobbo del califfo di Franco Casavola, cui seguirono nella stessa stagione altre quattro opere.
Fu scritturato per dieci anni di seguito al Teatro alla Scala, dove interpretò fra le altre I pescatori di perle, Adriana Lecouvreur, La bohème, Così fan tutte, Manon Lescaut, L'amico Fritz, Lodoletta, Iris, L'Arlesiana, Sigfrido, L'oro del Reno, Werther, Falstaff. Si esibì inoltre nei più importanti teatri italiani ed esteri, ricoprendo oltre centosettanta ruoli. Partecipò frequentemente a trasmissioni radiofoniche.
Grazie alle doti di recitazione, apparve in diversi film, in alcuni casi venendo doppiato; in particolare risulta singolare la circostanza dell'interpretazione di Canio in Pagliacci, ovviamente doppiato essendo come noto ruolo tenorile. Venne doppiato (da Gino Bechi) anche come Amonasro nel film-opera Aida del 1953, con Sophia Loren nel ruolo della protagonista. Le apparizioni in film non d'opera riguardarono ruoli secondari o inserti di scene operistiche.
Si trasferì ad Ankara, dove continuò a cantare ed insegnare. In seguito fu a Melbourne, dove tenne corsi di perfezionamento di canto e interpretazione.

## Discografia

### Incisioni in studio

#### Opere complete
- Don Pasquale, con Ernesto Badini, Tito Schipa, Adelaide Saraceni, dir. Carlo Sabajno -EMI 1932
- La bohème, con Beniamino Gigli, Licia Albanese, Duilio Baronti, dr. Umberto Berrettoni - EMI 1938
- Turandot, con Gina Cigna, Francesco Merli, Magda Olivero, Luciano Neroni, dir. Franco Ghione - Cetra 1938
- Don Pasquale, con Fernando Corena, Dora Gatta, Agostino Lazzari, dir. Armando La Rosa Parodi - Urania 1950
- L'elisir d'amore, con Cesare Valletti, Alda Noni, Sesto Bruscantini, dir. Gianandrea Gavazzeni - Cetra 1952
- Manon, con Rosanna Carteri, Giacinto Prandelli, Plinio Clabassi, dir. Vittorio Gui - parte audio di video RAI 1952 - GOP
- Pagliacci, con Mario Del Monaco, Clara Petrella, Aldo Protti, dir. Franco Ghione - Decca 1953

#### Brani singoli
- Mia sposa sarà la mia bandiera, Visione veneziana - orchestra diretta da Carlo Sabajno - Grammofono n° R-10812, matricola OM-682/II e OM-683/II, 78 giri
- Recital. Arie da Opere e romanze - Timaclub n° Tima 75, reg. 1932-1954

### Registrazioni dal vivo
- 1938 L'Aia - Cavalleria rusticana - Rasa, Melandri, Poli - Dir. Mascagni - Bongiovanni/Guild
- 1942 Teatro alla Scala - Falstaff - Stabile, Poli, Nessi, Donaggio - Dir. Erede - Telefunken
- 1951 RAI Milano - Il signor Bruschino - Bruscantini, Noni, Poli, Soley, Dalamangas - Dir. Giulini - GOP/Melodram/Walhall
- 1951 Teatro S.Carlo di Napoli - L'amico Fritz -  Gigli, Rina Gigli, Poli, Pirazzini - Dir. Gavazzeni - Archipel
- 1952 RAI Milano - Il trionfo dell'onore - Berdini, Pini, Poli, Borriello, Zerbini, Zareska - Dir. Giulini - Cetra
- 1956 RAI Milano - Giulio Cesare - Bertocci, Colzani, Barbesi, Mazzini, Capecchi, Cattelani, Angioletti, Mercuriali, Poli, Meletti - Dir. Sanzogno - GOP
- 1957 Napoli - Pagliacci - Del Monaco, Noli, Poli, Borgonovo - Dir. Bellezza - House of Opera
- 1957 Roma - Manon - De los Angeles, Tagliavini, Poli - Dir.  Annovazzi - Melodram
- 1957 Arena Flegrea Napoli - Turandot (selez.) - Cambi, Filippeschi, Noli, Catania, Poli - Dir. Bellezza
- 1961 Trieste - Le maschere - Ferrari, Cassinelli, Berdini, Tedesco, Poli, Rizzieri, Broggini, Malaspina, Borgioli, Taccani - Dir. Bartoletti - Gala
- 1961 Livorno - Il piccolo Marat - Rossi-Lemeni, Zeani, Borsò, Rota, Poli  - Dir. De Fabritiis - Fonè
- 1962 San Remo - Il piccolo Marat - Rossi-Lemeni, Zeani, Gismondo, Fioravanti, Poli - Dir. Ziino - Cetra

## Video
- Manon, con Rosanna Carteri, Giacinto Prandelli, Plinio Clabassi, dir. Vittorio Gui - video RAI 1952 - VAI
- Amahl e i visitatori notturni, con Carlo Scopetti, Jolanda Gardino, Dino Formichini, Afro Poli, Carlo Cava, dir. Ferruccio Scaglia- video RAI 1954
- Madama Butterfly, con Anna Moffo, Renato Cioni, dir. Oliviero De Fabritiis - video RAI 1956 VAI

## Filmografia

### Film-opera
- 1946 Lucia di Lammermoor - Mario Filippeschi, Nelly Corradi, Afro Poli, Italo Tajo - Film TV b/n regia Piero Ballerini
- 1948 Pagliacci - Afro Poli (Canio, voce Galliano Masini), Gina Lollobrigida (voce Onelia Fineschi), Tito Gobbi (nella duplice veste di Tonio e Silvio) - Film TV b/n regia Mario Costa
- 1949 Cenerentola - regia Fernando Cerchio - Lori Randi (Angelina, voce Fedora Barbieri) - Gino Del Signore (Don Ramiro) - Afro Poli (Dandini) - Vito De Taranto (Don Magnifico) - Franca Tamantini, (Tisbe, voce Fernanda Cadoni) - Orchestra e Coro del Teatro dell'Opera di Roma diretta da Oliviero De Fabritiis
- 1953 Aida - Sophia Loren (voce Renata Tebaldi), Lois Maxwell (voce Ebe Stignani), Afro Poli (voce Gino Bechi), Antonio Cassinelli (voce Giulio Neri), regia Clemente Fracassi - Film bianco e nero, colorato nel 2005. VHS (b/n) e DVD (colorato)
- 1956 Tosca - Franco Corelli, Franca Duval (voce Maria Caniglia), Afro Poli (voce Giangiacomo Guelfi). Direttore Oliviero De Fabritiis - regia di Carmine Gallone

### Film
- Amori e veleni, regia di Giorgio Simonelli (1949)
- Il leone di Amalfi, regia di Pietro Francisci (1950)
- La regina di Saba, regia di Pietro Francisci (1952)
- Mi permette, babbo!, regia di Mario Bonnard (1956)
- Le fatiche di Ercole, regia di Pietro Francisci (1958)
- La cieca di Sorrento, regia di Nick Nostro (1963)